# Pero ministrella
Pero ministrella là một loài bướm đêm trong họ Geometridae.